# Nabil Neghiz
Nabil Neghiz (en arabe : نبيل نغيز), né le 25 septembre 1967  dans la wilaya de Jijel, est un entraîneur de football algérien, . Depuis le 12 août 2021, il est l'entraîneur du Mouloudia Club d'Oujda,  sélectionneur par intérim de l'équipe d'Algérie d'avril 2016 à juin 2016 puis depuis le 21 juillet 2023, entraîneur de l'Olympique de Béja.

## Biographie
Diplômé de l’Institut national des sciences et technologies du sport. Conseiller en sport, spécialité football.
Entraîneur du Mouloudia de Kaous qu'il fait accéder en Inter-région en 2006-2007, Nabil Neghiz entraîne ensuite l'Entente de Collo en 2008-2009, obtenant l'accession en troisième division. Il occupe ensuite un poste d'adjoint du brésilien Joao Alves au MO Constantine, puis rejoint le CRB Ain Fakroun. Sous sa direction, le club monte deux années consécutivement, pour obtenir une place dans l'élite. Toutefois, Neghiz ne se voit pas confier la direction de l'équipe lors de la saison suivante. Il commence la saison 2013-2014 avec le club de WA Tlemcen en Ligue 2. Il se met d'accord avec ses dirigeants pour quitter le club en cours de saison, avant de rejoindre l'Olympique de Médéa pour la fin de celle-ci.
Il intègre ensuite le staff technique de l'équipe d'Algérie en tant qu'adjoint du sélectionneur Christian Gourcuff.
Après la résiliation du contrat du Français Christian Gourcuff, Nabil Neghiz se voit confier la tâche de sélectionneur par intérim de l'équipe d'Algérie. L'ancien footballeur international, Yazid Mansouri est alors son adjoint.
Le 2 juin 2016, il remporte le match face aux Seychelles (2-0) et qualifie sa sélection à la CAN 2017. Milovan Rajevac lui succède,.
Nabil Neghiz poursuit sa mission en tant qu'adjoint du sélectionneur national successivement avec Milovan Rajevac puis Georges Leekens, cette aventure connait son terme la fin de la CAN 2017.
Le 30 juin 2017, il est nommé entraîneur du NA Hussein Dey.
Il engage en novembre 2017 avec le club saoudien Ohud Médine, il succède au technicien saoudien Abdelouahab Nasser, il dirige le banc de touche dans 13 matches (12 matches en championnat et 1 matche en coupe du roi) réalisant 3 victoires, 4 nuls et 6 défaites, les dirigeants résilient le contrant de Neghiz après un accord à l'amiable entre les deux parties.
Pour la saison 2018-2019, Nabail Neghiz s'engage avec la JS Saoura, le club était vice champion de la version précédente du championnat algérien Ligue 1.